# Пирамида (Казан)
Вижте пояснителната страница за други значения на Пирамида.
„Пирамида“ е културен и развлекателен комплекс в центъра на Казан, направен под формата на пирамида.
Той е единствен по рода си в Русия и сред малкото в съвременния свят, подобни като форма и големина обекти, сред модерните и емблематични забележителности на града като архитектура и функционалност.

## Проект
През 1996 г. започва работа по проектирането на обект „Пирамида“, позициониран като първия модерен културен и развлекателен център на града. Изграждането на първите съоръжения в комплекса му започва през декември 1997 г., а на основната част – през юни 1998 г. През 2002 г. е официалното откриване на „Пирамида“ с лазерно светлинно шоу, на което присъстват президентите на Русия и Татарстан Борис Елцин и Минтимер Шаймиев.
Авторите на проекта, Виктор и Гулсин Токареви, са сред водещите съвременни архитекти в Казан. „Пирамида“, заедно с прилежащия хотел „Мираж“, е изграден от холдинга „ТАИФ“, в хода на някои от първите в града мащабни частни инвестиции. Цената на изграждането на „Пирамида“ е около $ 40 милиона. „Пирамида“ и хотел „Мираж“ са изградени на мястото на планирания театър „Русия“, масивна правоъгълна сграда, чиито основен корпус е издигнат през 1980 г., прекарва продължително време без строителни дейности, и след това е разрушен през 1990-те години.
Сградата е с височина 31,5 метра и обща площ от 14 400 м², може да побере 2500 гости и 500 служители. Нощното осветление на сградата включва силни лъчи на прожектори, насочени в различни посоки за формиране на виртуална обърнатата пирамида.
- Главен вход
- Концертна зала
- Нощен изглед

## Постижения
Руската академия за изящни изкуства награждава през 2004 г. със сребърен медал архитектите Токареви за проектирането на комплекса, както и главния съветник на генералния директор на „ТАИФ“ Радик Шаймиев (син на първия президент на Татарстан) за идеята на автора и изграждане на комплекса.
За създаването на комплекса архитектите Токареви получават званието „Заслужил архитект на Татарстан“, а по-късно стана Гулсин Токарев става и „почетен архитект на Руската федерация“.